# 밀레나 고비치
밀레나 고비치(Milena Govich, 1976년 10월 29일 ~ )는 미국의 배우, 감독, 가수, 음악가, 무용가이다.

## 작품 목록

### 영화 출연
- Sordid Things (2009)
- A Novel Romance (2011)
- Lucky Number (2015)
- Pass the Light (2015)

### 영화 연출
- Temporary (2017) - 단편
- Susanne and the Man (2018) - 단편
- Unspeakable (2018) - 단편

### 텔레비전 출연
- 로앤오더: 범죄 전담반 (2005, 2006-07)
- 레스큐 미 (2005-09)
- Conviction (2006)
- 디펜더스: 유쾌한 변호사들 (2010)